# A Few Old Tunes
A Few Old Tunes fue un casete del grupo británico Boards of Canada, lanzado en 1996.
Fue el tercero y última saga de Old Tunes, lanzado en el mismo año del álbum: Boc Maxima, Old Tunes Vol.2, Hi Scores. Canciones como están en Random 35 Tracks Tape como: "She Is P", "David Addison", "Finity", "House of Abin'adab", "I Will Get It Tattooed" pertenecen. Los de Boc Maxima: "Skimming Stones", "M9", "Original Nlogax", "Nova Scotia Robots", "Carcan", "Rodox Video" pertenecen. "I Love U" aparece en el álbum Music Has the Right to Children pero renombrada "The Color of the Fire", tiene una voz sample de un episodio de San Valentín de Barrio Sesamo en versión británica. "Happy Cycling" aparece pero como una primera versión de Music Has the Right to Children. Mientras que los restos son exclusivos. 

## Lado A
1. "Spectrum" - 2:16
2. "Light, Clear Hair" - 0:41
3. "P.C."- 0:48
4. "Trapped" - 3:48
5. "Rodox Video" - 1:19
6. "Happy Cycling" - 1:49
7. "House of Abin'adab" - 1:56
8. "Finity" - 4:58
9. "Forest Moon" - 6:36
10. "Skimming Stones" - 2:13
11. "Carcan" - 1:50
12. "Devil" - 0:14
13. "Mansel" - 5:36
14. "She Is P" - 1:42
15. "David Addison" - 1:15

## Lado B
1. "Sac" - 1:23
2. "Blockbusters" - 0:40
3. "I Will Get It Tattooed" - 1:37
4. "The Way You Show" - 2:56
5. "I Love U" - 1:41
6. "King of Carnival" - 4:18
7. "M9" - 3:32
8. "Original Nlogax" - 1:11
9. "Sequoia" - 4:49
10. "Boqurant" - 1:43
11. "5.9.78" - 4:14
12. "Wendy Miller" - 0:32
13. "Paul Russell's Piece" - 0:53
14. "Up The March Bank" - 3:24
15. "Nova Scotia Robots" - 1:47

## Personal
- Mike Sandison & Marcus Eoin: músico, productor